# لويزا دي ميدرانو
لويزا دي ميدرانو (بالإسبانية: Luisa de Medrano)‏ (9 أغسطس 1484، أتينثا في إسبانيا - 1527)؛ مفكرة، أستاذة جامعية، كاتِبة وشاعرة إسبانية.